# Tetranema
Tetranema (hrv. tetranema; lat. Tetranema) je biljni rod iz porodice trpučevki  (Plantaginaceae). Pripada mu 5 vrsta rasprostranjenih po Meksiku i Srednjoj Americi. Tipična je Tetranema mexicanum, sinonim za T. roaseum Opisan je u Edwards's Bot. Reg., 1843 .

## Vrste
1. Tetranema floribundum Hammel & Grayum; kostarikanski endem
2. Tetranema gamboanum Grayum & Hammel; kostarikanski endem
3. Tetranema megaphyllum (Brandegee) L.O.Williams; meksički endem
4. Tetranema michaelfayanum Christenh.; honduraški endem
5. Tetranema roseum (M.Martens & Galeotti) Standl. & Steyerm.;

## Sinonimi
- Allophyton Brandegee; Univ. Calif. Publ. Bot. 6: 62 (1914)